# 乳酸依沙吖啶
乳酸依沙吖啶（Ethacridine lactate，别称Acrinol，商品名雷佛奴爾、利凡諾（Rivanol））俗稱為黃藥水。為一種芳香化合物，鮮黃色結晶粉末，無臭，溶于水。
外用殺菌防腐劑，殺菌力強，毒性低，滲透性強。

## 用途
- 軟膏
- 懷孕三個月墮胎之用